# Fujiwara no Fuyutsugu
Fujiwara no Fuyutsugu (藤原冬嗣, 775 – 30 d'agost, 826) va ser un noble, estadista, general i poeta japonès del primer període Heian. Membre de l'Hokke, era el segon fill de l'Udaijin Fujiwara no Uchimaro. Va a aconseguir el rang de cort de shō ni-i (正二位) i la posició de sadaijin, successor de shō ichi-i (正一位) i daijō-daijin. També estava associat amb Kan'in-Daijin (閑院大臣).

## Biografia
A la cort de l'emperador Kammu, Fuyutsugu ocuparà posicions com a capità i després com a capità de la guàrdia imperial. Després de l'ascens de l'emperador Heizei l'any 806, Fuyutsugu va ascendir al rang de Ju Go-i No Ge, un dels oficials dels quarters del príncep Hereu, Tōgū-daishin. La propera vegada que anar va a l'oficina del mestre per unir-se a la casa del príncep Hereu (春宮亮, tōgū no suke). A més de donar suport al príncep Hiro Kamino, també ocuparà un lloc com a tresorer i administrador en cap (右少弁) al Daijō-kan.
L'any 809, l'emperador Saga va assumir el tron, i Fuyutsugu va ser ascendit d'un cop a ju shi-i no ge (従四位下) i cap de divisió (督) de la Guàrdia Imperial. Com a col·laborador proper de l'emperador des dels seus dies com a príncep hereu, Fuyutsugu tenia la profunda confiança de Saga, i quan es va crear el kuroudo-dokoro (蔵人所) com a nou òrgan de secretaria de l'emperador en resposta a l'incident de Kusuko, es va nomenar Fuyutsugu, el seu primer cap, juntament amb Kose no Notari. L'any 811 va ser ascendit a sangi, unint-se així al kugyō. Va continuar ascendint ràpidament sota l'emperador Saga, incloent-hi ju san-mi (従三位) el 814 i chūnagon el 816. El 819, va ser nomenat dainagon, convertint-lo en el cap del gabinet. Amb això Fuyutsugu finalment va superar a Fujiwara no Otsugu dels Shikike, un any més gran que ell, que havia tingut un gran èxit sota l'emperador Kammu i va fer sangi deu anys abans que en Fuyutsugu. L'any 821, Fuyutsugu va ser ascendit a udaijin.
A la cort del successor de Saga, l'emperador Junna, fill de Kammu, Otsugu va ser ascendit a sadaijin i general de la guàrdia imperial. Immediatament després de la seva mort, se li va concedir el rang pòstum de shō ichi-i' (正一位). Quan el seu net l'emperador Montoku va ascendir al tron l'any 850, va concedir a Fuyutsugu el rang pòstum addicional de daijō-daijin.

## Personalitat
Segons el Nihon Kōki, Fuyutsugu era talentós i magnànim, amable i tranquil. Capaç tant en les arts literàries com militars, tenia un punt de vista flexible, i la seva actitud generosa amb els altres li va donar el favor. També va fer donacions benèfiques als pobres amb el seu sou.
A part de les seves activitats polítiques, Fuyutsugu es va esforçar per unir el clan Fujiwara amb ell mateix com a cap. Va construir kangaku-in (勧学院) com a dormitori per a joves estudiants de Fujiwara, va construir la Sala Octagonal Sud a Kōfuku-ji i va fer una gran donació a la farmàcia gratuïta construïda per l'emperadriu Kōmyō.
Fuyutsugu va contribuir a l'edició de diverses obres, inclosa la Nihon Kōki. Els seus poemes kanshi s'inclouen a Ryōunshū, Bunka Shūreishū i Keikokushū, i el Gosen Wakashū conté quatre dels seus waka.

## Genealogia
- Pare: Fujiwara no Uchimaro
- Mare: Kudara no Nagatsugu, filla d'Asukabe no Natomaro (Asuka del nord)
- Esposa: Mitsuko Fujiwara, filla de Matsukuri Fujiwara
  - Fill: Fujiwara no Nagara (藤原長良, 802–856)
  - Fill: Fujiwara no Yoshifusa (藤原良房, 804–872)
  - Fill: Fujiwara no Yoshimi (藤原良相, 811–867)
  - Filla: Fujiwara no Nobuko (809–871), dama de la cort de l'emperador Ninmyō, mare de l'emperador Montoku
- Esposa: Filla del germà de Kudara
  - Fill: Fujiwara no Yoshikata
- Esposa: filla d'Abe no Ogasa
  - Fill: Fujiwara no Yoshisuke
  - Fill: Fujiwara no Yoshikado, avantpassat de la branca Kajūji dels Fujiwara
- Esposa: filla de Shimada Murasaku 
  - Fill: Fujiwara no Yoshihito (819–860)
- Esposa: filla del príncep Ōniwa (Oba Rei)
  - Fill: Fujiwara no Yoshiyo (823–900)
- Esposa: desconeguda
  - Filla: Fujiwara no Furuko, dama de la cort de l'emperador Montoku